# Eva Salzmannová
Eva Salzmannová (* 8. října 1958 v Karlových Varech) je česká herečka a divadelní pedagožka.

## Život
Pochází z rodiny bankéře, finančníka a politika Richarda Salzmanna. Po maturitě na gymnáziu vystudovala herectví na pražské DAMU. Po ukončení školy v roce 1982 působila až do roku 1988 na malé scéně alternativního a experimentálního Divadla na okraji v pražském Klubu Rubín na Malostranském náměstí. V letech 1990–1991 hrála v činohře Národního divadla, poté odešla do Divadla Labyrint (1991–1992), tři roky hrála v Divadle Na zábradlí (1992–1994), hostovala mj. v Divadle na Vinohradech, spolupracuje s filmem a televizí. Od roku 1994 do roku 2018 byla opět v angažmá v pražském Národním divadle. Od roku 1996 vyučuje herectví na katedře činoherního divadla DAMU.

## Divadelní role, výběr
- 1981 W. Shakespeare: Romeo a Julie, Julie, Divadlo na okraji, režie Zdeněk Potužil
- 1984 J. W. Goethe: Faust, Divadlo na okraji, režie Zdeněk Potužil
- 1987 A. P. Čechov: Višňový sad, Varja, Divadlo na okraji, režie Petr Koliha
- 1988 Georg Büchner: Vojcek, A studio Rubín, režie: Ondřej Pavelka
- 2006 Karel Steigerwald: Horáková x Gottwald, Milada, Divadelní studio Továrna, režie Viktorie Čermáková
- 2007 V. Čermáková, P. Hůlová: Česká pornografie, Divadelní studio Továrna, Viktorie Čermáková
- 2008 Karel Steigerwald: Políbila Dubčeka, Divadelní studio Továrna, režie: Viktorie Čermáková
- 2017 S. Baume, M. Samec: Jasno lepo podstín zhyna, MeetFactory, režie Viktorie Čermáková, nominace na Cenu Thálie 2017
- 2019 Tony Kushner: Andělé v Americe, Hannah Pittová, MDP, režie Michal Dočekal, nominace na Cenu Divadelních novin 2019
- 2020 David Drábek: Kanibalky 2: Soumrak starců, Irena, MDP, režie David Drábek
- 2021 W. Shakespeare: Hamlet, První herec, Fortinbras, MDP, režie Michal Dočekal
- 2022 Peter Weiss: Marat + Sade, Coulmiérova žena, MDP, režie Vladimír Morávek
- 2022 F. G. Lorca, S. Stone: Yerma, Helena, MDP, režie Marián Amsler

## Filmografie, výběr
- 1983 – Bota jménem Melichar
- 1984 – Až do konce
- 1988 – Poutníci
- 1990 – V rannej hmle
- 1991 – Elektro, má lásko (TV film)
- 1996 – Agáta
- 1996 – Periferie (TV inscenace)
- 1999 – Hrám, ktore sa hrávam (krátký film)
- 2002 – Na dotek (televizní záznam divadelního představení)
- 2004 – Bolero
- 2004 – 3 + 1 s Miroslavem Donutilem, povídka Hajzlík z dílu Škola
- 2006 – To nevymyslíš! (TV seriál)
- 2008 – Setkání v Praze, s vraždou
- 2009 – Normal
- 2016 – Teorie tygra